# 符騰堡王朝
符騰堡王朝（德語：Haus Württemberg），德國歷史上的一個王朝，1806年至1918年統治符騰堡王國。

## 國王列表
- 腓特烈一世，1806年至1816年在位
- 威廉一世，1816年至1864年在位
- 卡爾一世，1864年至1891年在位
- 威廉二世，1891年至1918年在位

## 其他成員
- 索菲·多蘿西亞，俄羅斯皇后（俄文名為瑪麗亞·費奧多羅芙娜）
- 卡塔琳娜，西發利亞王后
- 索菲，荷蘭王后
- 威廉·卡爾，1918年被選為立陶宛國王